# Hans Clarin
Hans Clarin (født Hans Joachim Schmid; 14. september 1929, død 28. august 2005) var en tysk skuespiller. For det skandinaviske publikum er han bedst kendt som Dunder-Karlsson i tv-serien Pippi Langstrømpe (1969), der er baseret på Astrid Lindgrens børnebøger af samme navn.

## Liv og karriere
Clarin blev født i Wilhelmshaven den 14. september 1929 som søn af Johannes Schmid (1901-1976) og hans hustru Henriette Johanna, født Klöker (1907-2005). Kort efter hans fødsel flyttede familien til Frankfurt am Main, hvor han voksede op. Sidenhen boede Hans Clarin i nærheden af Ulm. Efter at have afsluttet gymnasiet studerede han skuespil i München hos Ruth von Zerboni.
Clarins karriere begyndte på scenen og strakte sig over 50 år. Han optrådte i mere end 100 tyske film og tv-serier. Blandt disse var eksempelvis Røverne fra Spessart (1958) og Døds-slottet i Skotland (1963) samt tv-serien Pippi Langstrømpe (1969). I denne serie, som var en svensk-vesttysk produktion, spillede han rollen som Dunder-Karlsson sammen med Paul Esser, der spillede hans makker Blom. Clarin blev eftersynkroniseret på svensk af Gösta Prüzelius, mens Esser fik stemme af Hans Lindgren.
Clarin var også aktiv som tegnefilmsdubber og lagde eksempelvis stemme til figuren Pumuckl, som er skabt af Ellis Kaut. Derudover var Hans Clarin aktiv med indlæsning af lydbøger.

## Privatliv
Clarin var gift tre gange og fik fem børn. Fra sit første ægteskab med Irene Reiter fik han tre døtre, hvoraf den yngste, Irene Clarin, fulgte i sin fars fodspor. Med sin anden kone Margarethe fik han sønnen Philipp og datteren Anna. Førstnævnte blev uddannet som instruktør og manuskriptforfatter.
I 1995 giftede Hans Clarin sig med sin tredje hustru, Christa-Maria, hvis mor kom fra Huset Fürstenberg. Parret boede i Oberbayern nær den østrigske grænse.
Clarin døde 75 år gammel af hjertesvigt den 28. august 2005. Han ligger begravet på Friedhof Aschau.

## Udvalgt filmografi
- Han vendte hjem (1949)
- Zwerg Nase (1953)
- Musik skal der til (1953, ukrediteret)
- Oh, mein Papa (1954, ukrediteret)
- Overlægen privat (1955)
- Røverne fra Spessart (1958)
- Helte (1958)
- Sommeren med Liselotte (1959)
- Spøg til side - det spøger (1960)
- Max - lommetyvenes konge (1962)
- Døds-slottet i Skotland (1963)
- Værelse nr. 13 (1964)
- Die Verbrecher (tv-film, 1964)
- Flytningen i Beirut (1965)
- Von Mäusen und Menschen (tv-film, 1968)
- Pippi Langstrømpe (tv-serie, 1969)
- Die Jugendstreiche des Knaben Karl (1977)
- Meister Eder und sein Pumuckl (tv-serie, 1982-1989)
- Lippels Traum (1991)
- Immer Ärger mit Nicole (1992)
- Pumuckl und der blaue Klabauter (1994)
- Pumuckl TV (tv-serie, 1995)
- Pumuckls Abenteuer (tv-serie, 1999)
- Pumuckl und sein Zirkusabenteuer (2003)
- Samt und Seide (2005)
- Hui Buh: Das Schlossgespenst (2006)